# Alkohol

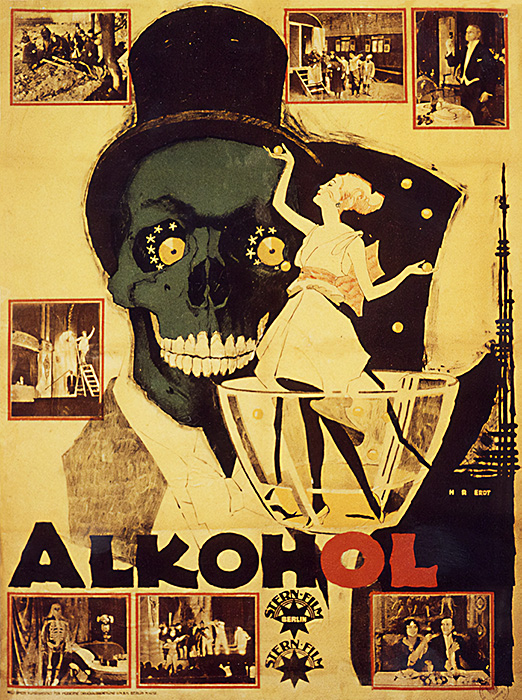
Affiche du film.

Alkohol est un film allemand réalisé par Ewald André Dupont et Alfred Lind, sorti en 1919.

## Synopsis
Un homme de la classe moyenne tombe amoureux d'une femme d'un milieu plus ordinaire. Ils finissent par travailler dans un spectacle de variétés où ils sombrent dans l'alcoolisme. Il tue un autre homme qu'il croit à tort être son rival.

## Fiche technique
- Réalisation : Ewald André Dupont et Alfred Lind
- Scénario : Ewald André Dupont, Alfred Lind
- Photographie : Karl Hasselmann, Charles Paulus
- Production : Stern-Film
- Durée : 96 minutes
- Date de sortie : 27 décembre 1919[1]

## Distribution
- Wilhelm Diegelmann
- Ernst Rückert
- Georg H. Schnell
- Emil Birron
- Jean Moreau
- Auguste Pünkösdy
- Ferry Sikla
- Toni Tetzlaff
- Hanni Weisse
- Maria Zelenka